# Schönlind (Bad Weißenstadt)
Schönlind ist ein Gemeindeteil der Stadt Bad Weißenstadt im oberfränkischen Landkreis Wunsiedel im Fichtelgebirge in Bayern.

## Lage
Die Kreisstraße WUN 1 durchquert das Dorf und bindet Schönlind an die Kreisstraße WUN 2 in Richtung Voitsumra und die Staatsstraße 2180 an. Der Ort liegt am Rand des Weißenstädter Forsts. In der wasserreichen Gegend entspringen der Sägwiesenbach mit mehreren Seitenarmen und der Zinnbach, die in die Eger münden. Beliebtes Wanderziel ist der Rudolfstein am Schneeberg.

## Geschichte
1398 wurde der Ort mit einer Waldbienenweide urkundlich genannt. Die Zeit von 1513 bis zum Dreißigjährigen Krieg war die Blüte des Zinnbergbaus. Zu den Einrichtungen gehörten ein Zechenhaus und die Köhlerei am Schneeberg. Nach Kretschmann gab es die Zinnbergwerke „Reiche Fürstenzeche“, die auch den Namen „Beschertes Glück“ trug, und den „Schönlinder Stollen“. Der Ort lebt heute von der Landwirtschaft und dem Fremdenverkehr.